# Bubuloceratina bella
Bubuloceratina bella is een mosselkreeftjessoort uit de familie van de Bythocytheridae. De wetenschappelijke naam van de soort is voor het eerst geldig gepubliceerd in 1977 door Hu.